# Parque Estadual de Ilhabela
O Parque Estadual de Ilhabela (PEIb) localiza-se no município-arquipélago marinho de Ilhabela, estado brasileiro de São Paulo. Foi criado em 20 de janeiro de 1977 através do decreto estadual nº 9.414 e apresenta área de 27,025 ha, o que corresponde a cerca de 85% do território abrangido por esse arquipélago.
Além da fauna e flora, o PEIb abriga oito dos dezoito núcleos de comunidades tradicionais caiçaras de Ilhabela.

## Objetivos
O PEIb tem como objetivo garantir a proteção dos remanescentes da Mata Atlântica que, por ser um dos biomas mais ameaçados do planeta, foi declarada reserva da biosfera pela Unesco.

## História
Foi criado em 20 de janeiro de 1977 através do decreto estadual nº 9.414 após pedido da Sociedade Brasileira de Silvicultura, que enviou ao então governador um estudo técnico para a criação de uma reserva florestal.
O parque, que nasceu com uma proposta de priorizar a fiscalização ambiental, nasceu com uma equipe de cinco funcionários, sendo quatro vigilantes e um administrador. Até 1996, a infraestrutura física se resumia a um escritório e uma casa para funcionários. Em 1994, chegaram mais onze funcionários operacionais e administrativos, mas o parque ainda carecia de melhores recursos financeiros e tecnológicos.
No segundo semestre daquele ano, o parque foi escolhido para ser o projeto piloto do Projeto de Preservação da Mata Atlântica (PPMA), em cooperação com o governo da Alemanha. Com os recursos advindos da parceria, foi possível adquirir veículos e equipamentos necessários para melhorar as ações no local.
Em 2004, foi criado o Conselho Consultivo, formado por representantes das autoridades competentes e da sociedade civil. Em 2006, foi formada uma Câmara Técnica de Ecoturismo para acompanhar o Projeto de Desenvolvimento do Ecoturismo na Mata Atlântica (SMA/BID). Mais tarde, em 2007, nasceram mais duas Câmaras Técnicas: Comunidades Tradicionais e Estrada dos Castelhanos. A primeira câmara foi reestruturada e passou a discutir a estruturação e fomento do ecoturismo em Ilhabela. A tal câmara passou a fazer parte do Conselho Municipal de Turismo (COMTUR) em 2011.

## Abrangência
Os limites do PEIb são estabelecidos por cotas altimétricas e inclui toda a região da Ilha de São Sebastião voltada para o Canal de São Sebastião, entre as pontas das Canas e da Sela.
Tal limite é estabelecido pela cota altimétrica (200 metros de altitude). Toda a área acima dessa cota de altitude, portanto, pertence ao PEIb. Entre a ponta das Canas e a praia dos Castelhanos (na baia dos Castelhanos), o limite do PEIb se encontra na cota 100, o mesmo acontecendo no trecho da ilha que fica entre a ponta da Sela e a praia da Indaiaúba (na enseada das Enchovas). Entre as praias da Indaiaúba e da Figueira (abrangendo toda a península do Boi) o limite do parque se estende até o nível do mar.
Todas as demais ilhas e ilhotas do arquipélago de Ilhabela pertencem à área abrangida pelo PEIb, cuja administração é realizada pela Fundação Florestal, órgão da Secretaria Estadual do Meio Ambiente.

## Biodiversidade

### Flora
O parque é predominantemente tomado pela Mata Atlântica, especificamente pela floresta ombrófila densa de terras baixas, florestas montanas, altomontanas e submontanas, entre outras. Até 2015, haviam sido catalogadas 131 famílias de espécies de fanerógamas, 364 gêneros e 642 espécies; assim, o parque contém 66% das famílias, 26% dos gêneros e 9% das espécies de fanerógamas do estado de São Paulo.
Dentro das dezenas de espécimes da flora podemos destacar jequitibás, jatobás, o guapuruvus, o cedros, louro-pardos, bicuibas, figueiras, canela-moscadas, pau-d’alhos, pau d’arcos e ipês branco, amarelo e roxo.
Por possuir áreas de difícil acesso, o arquipélago de Ilhabela serve também como refúgio para inúmeras espécies de aves migratórias que lá encontram pousada e alimento, durante o intervalo de grandes jornadas que realizam todos os anos.

### Fauna
Até 2015, haviam sido identificadas 459 espécies de vertebrados, sendo 51 são mamíferos, 314 aves, 41 anfíbios, 44 répteis, (sendo 5 marinhos) e 37 peixes, sendo 14 de água doce. 40 dessas espécies estão ameaçadas de extinção (7 mamíferos, 31 aves, 1 réptil e 1 anfíbio).
Mamíferos como macaco-prego, jaguatirica e paca ainda são vistos, embora muito raramente. O caxinguelê, por outro lado, é bastante comum. Tucanos, maritacas, tiê-sangues, macucos, gaviões-pega-macacos, apuins-de-cauda-amarela, jacus e jacutingas, entre outros, compõem a avifauna do parque.
O cururuá é uma espécie de roedor endêmica da Ilha de São Sebastião e está ameaçado de extinção, não havendo nenhum dado preciso sobre o número de espécimes ainda encontrados na natureza.
As cinco espécies de tartarugas-marinhas que ocorrem no Brasil (Chelonia mydas, Eretmochelys imbricata, Caretta caretta, Lepidochelys olivacea e Dermochelys coriacea)  passam costumeiramente pelo arquipélago em busca de alimentos, tornando-as vulneráveis às atividades de pesca, pois acabam capturadas juntamente a peixes. Outras espécies migratórias também passam pela ilha, como toninhas e botos.